# Reinhard Peck

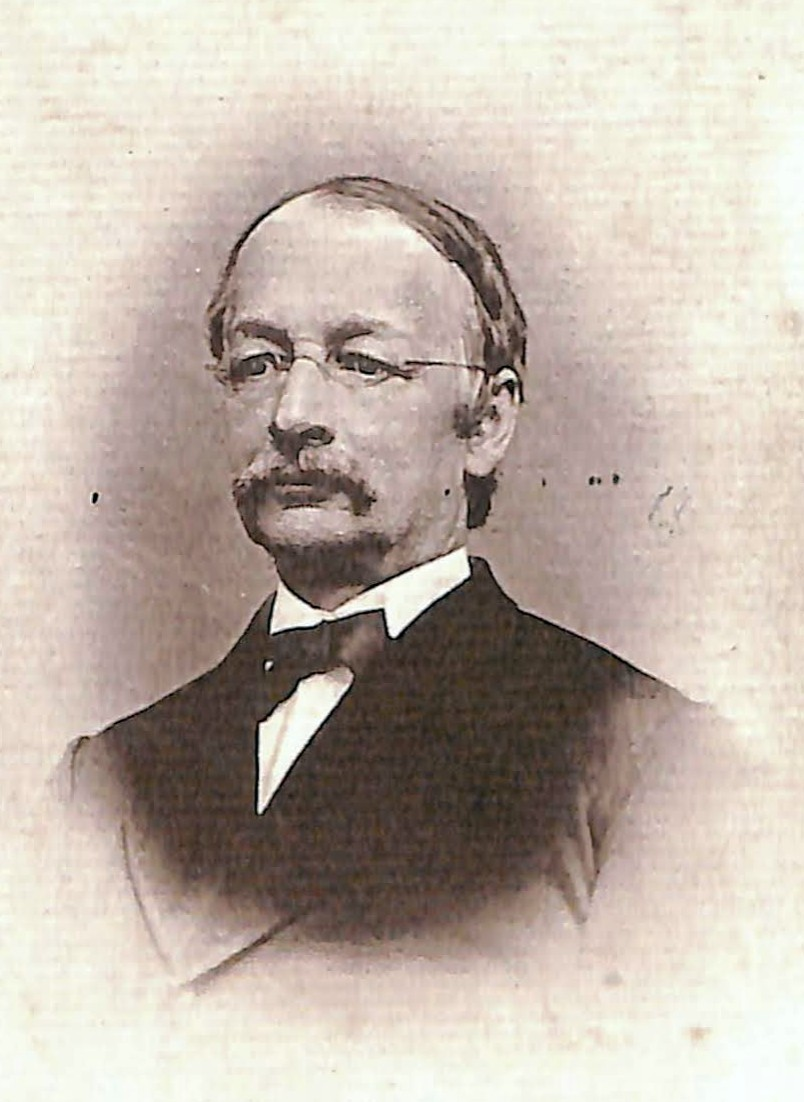
Porträt

Felix Georg Reinhard Peck (* 3. Februar 1823 in Görlitz; † 28. März 1895 ebenda) war Apotheker, Kurator der damaligen Sammlung der Naturforschenden Gesellschaft der Oberlausitz, Bibliothekar für die Bibliothek der Naturforschenden Gesellschaft zu Görlitz und Direktor des Naturkundemuseums Görlitz.

## Leben
Reinhard Peck wurde als Sohn des städtischen Steuereinnehmers von Görlitz geboren. Er hatte sieben Geschwister und sein Vater starb bereits 1834. Er besuchte das Görlitzer Gymnasium und absolvierte in der Struve’schen Apotheke am Untermarkt in Görlitz eine Ausbildung zum Apotheker. Im Jahr 1848 bestand er das Staatsexamen in Berlin und arbeitete dann an verschiedenen Orten als Apotheker, bis er 1855 nach Görlitz zurückkehrte. Während seiner Wanderjahre begann er seine naturwissenschaftlichen, insbesondere botanischen Studien, die er als Mitglied der Naturforschenden Gesellschaft zu Görlitz vervollständigte und ab 1860 als Kurator verwaltete.
Ab dem Jahr 1866 übernahm er die Aufgabe des Bibliothekars für die Bibliothek der Naturforschenden Gesellschaft Görlitz. 1873 wurde er zum Ehrendoktor der Universität Breslau ernannt. Reinhard Peck wurde 1885 anlässlich des 25-jährigen Jubiläums der Einweihung des Gebäudes des Naturkundemuseums in Görlitz zu dessen erstem Direktor ernannt.
Durch Willi Xylander wird am Senckenberg Museum für Naturkunde Görlitz ein Journal mit Namen Peckiana als monografische Abhandlung publiziert.